# مجموعة السكك الحديدية اليابانية
مجموعة السكك الحديدية اليابانية تتكون من ستة الشركات ربحية والتي استولت على معظم الأصول والعمليات التي تملكها الشركة الحكومة اليابانية للسكك الحديدية الوطنية في 1 نيسان / أبريل 1987.

## الشركات
تتكون المجموعة من سبعة شركات العاملة مباشرة في مجال السكك الحديدية واثنتين من الشركات الأخرى التي لا توفر خدمات السكك الحديدية. تنتظم الشركات العاملة في ستة شركات للركاب على الصعيد الوطني وشركة واحدة لشحن البضائع.
| تخدم                      | الشعار واللون | الشركة                                               | النوع                   | رمز التداول                                       | منطقة الخدمة                                               | ملاحظات                                                                  |
| ------------------------- | ------------- | ---------------------------------------------------- | ----------------------- | ------------------------------------------------- | ---------------------------------------------------------- | ------------------------------------------------------------------------ |
| الركاب                    | Grass         | Hokkaido Railway Company (JR Hokkaido)               | كابوشيكي غيشا           | غير مدرج                                          | هوكايدو                                                    |                                                                          |
| الركاب                    | Forest        | شركة شرق اليابان للسكك الحديدية (JR East)            | كابوشيكي غيشا           | بورصة طوكيو: 9020                                 | منطقة توهوكو ومنطقة كانتو ومنطقة هوكوريكو ومنطقة كوشينيتسو |                                                                          |
| الركاب                    | Pumpkin       | Central Japan Railway Company (JR Central)           | كابوشيكي غيشا           | - بورصة طوكيو: 9022 - قالب:NAG                    | منطقة تشوبو (تشمل منطقة توكاي)                             |                                                                          |
| الركاب                    | Ocean         | West Japan Railway Company (JR West)                 | كابوشيكي غيشا           | - بورصة طوكيو: 9021                               | منطقة هوكوريكو ومنطقة كانساي ومنطقة تشوغوكو وكيوشو         |                                                                          |
| الركاب                    | Sky           | Shikoku Railway Company (JR Shikoku)                 | كابوشيكي غيشا           | غير مدرجة                                         | شيكوكو                                                     |                                                                          |
| الركاب                    | Scarlet       | Kyushu Railway Company (JR Kyushu)                   | كابوشيكي غيشا           | - بورصة طوكيو: 9142 - قالب:Fukuoka Stock Exchange | كيوشو                                                      |                                                                          |
| الشحن                     | Slate         | Japan Freight Railway Company (JR Freight)           | كابوشيكي غيشا           | غير مدرجة                                         | البلاد                                                     |                                                                          |
| خدمات تكنولوجيا المعلومات | Burgundy      | Railway Information Systems [اليابانية] (JR Systems) | كابوشيكي غيشا           | منظمة غير ربحية تمولها 7 شركات سكك حديدية أعلاه   | البلاد                                                     | تقوم بتطوير وتشغيل وإدارة أنظمة الكمبيوتر                                |
| البحث والتطوير            | Lavender      | Railway Technical Research Institute (RTRI)          | Kōeki hōjin [اليابانية] | منظمة غير ربحية تمولها 7 شركات سكك حديدية أعلاه   | البلاد                                                     | إجراء البحوث والتطوير للتقنيات المتعلقة بالسكك الحديدية مثل جي آر ماغليف |

## الشبكة

مناطق خدمة المجموعة

حافظت المجموعة على شبكة السكك الحديدية وكذلك قواعد التذاكر التي ورثتها من الشركة السابقة. يمكن للمسافرين السفر عبر عدة شركات دون تغيير القطارات ودون شراء تذاكر منفصلة. غير أن عدد القطارات التي  تعبر حدود الشركات قد انخفض.

## وصلات خارجية
- دليل السكك الحديدية Hisakyu